# Wild Side (Mötley Crüe)
Wild Side è un singolo della band statunitense Mötley Crüe dell'album Girls, Girls, Girls del 1987.

## Video musicale
Il video mostra la band che si esibisce in concerto con intorno i cameraman che li riprendono.

## Formazione
- Vince Neil - voce
- Mick Mars - chitarra
- Nikki Sixx - basso
- Tommy Lee - batteria